# Franca di Rienzo
Franca di Rienzo (* 11. Dezember 1938 in Borgosesia) ist eine französische Sängerin italienischer Herkunft.

## Leben und Wirken
Di Rienzo vertrat beim Eurovision Song Contest 1961 die Schweiz mit dem französischsprachigen Chanson Nous aurons demain (dt.: Morgen haben wir). Der Titel im 3/4-Takt erreichte den dritten Platz mit 16 Punkten.
1963 trat sie auf dem Sopot Festival in Polen auf. Ab 1966 war sie Sängerin der französischen Folk-Gruppe Les Troubadours und war dort bis Ende der 1970er Jahre aktiv.
Di Rienzo war mit Christian Chevallier verheiratet, der eine Reihe von Liedern für die Troubadours schrieb.